# Blykobbe Å
Blykobbe Å är ett vattendrag i Danmark på ön Bornholm. Ån ligger i Blyholm Plantage (Nordskoven) strax norr om Rønne, centralorten på Bornholm. Den mynnar i Östersjön vid orten Muleby.